# 혈액학

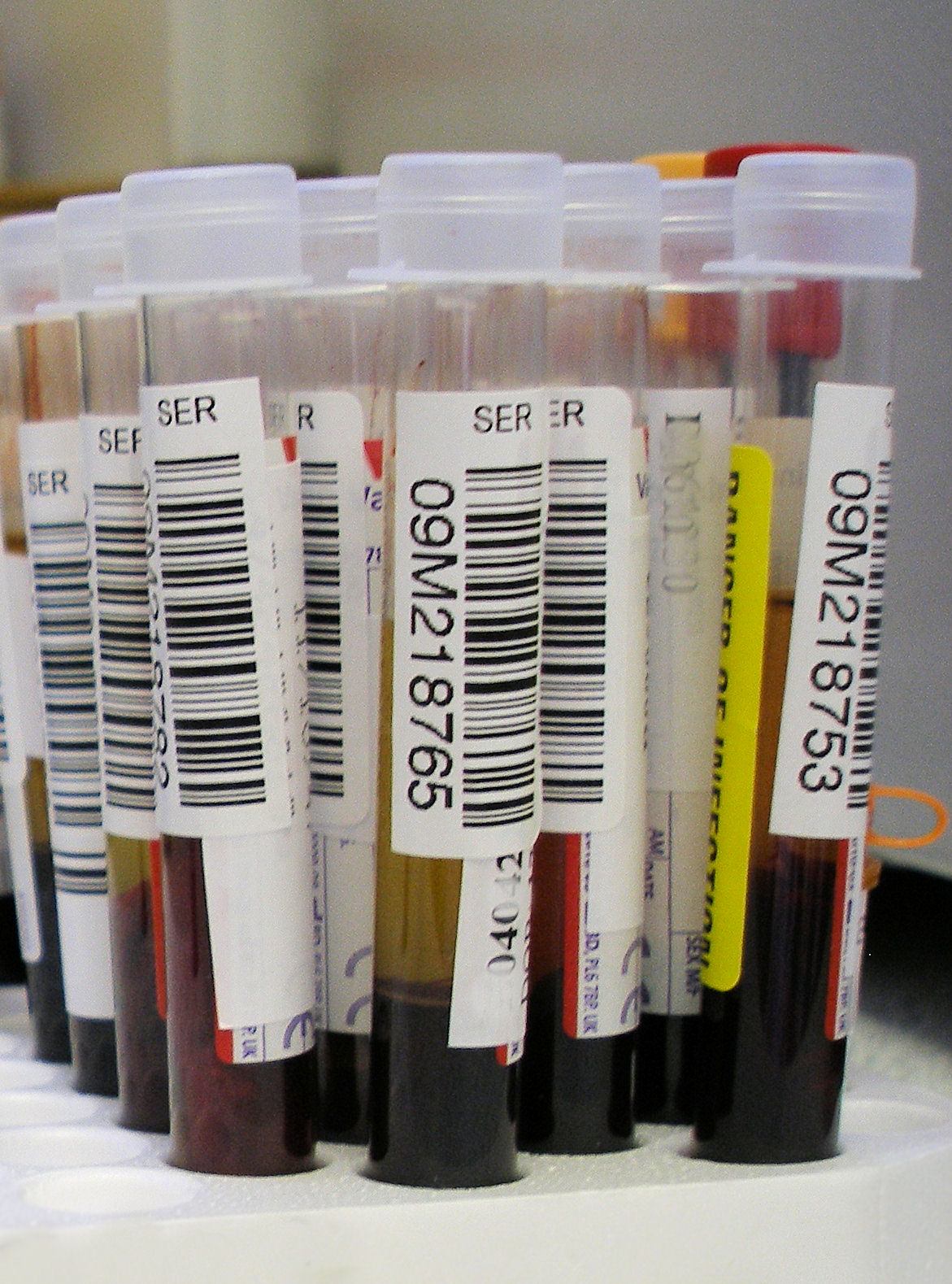

혈액학(血液學, 영어: hematology)은 혈액과 관련된 기관의 형태와 기능, 병리 등을 연구하는 생리학의 한 분야이다. 혈액과 혈구의 발생을 알아보고 그 형태와 생리, 생화학, 병리에서부터 정상 및 병적 상태에 있어서의 조혈기관의 상태에 관한 연구를 한다. 또한 항원-항체반응을 중심으로 한 면역학, 혈청학, 혈액응고학, 세포전학으로 다양하게 분화된 학문이다.

## 같이 보기
- 혈액